# Asamblea General (Iglesia presbiteriana)
Es el principal órgano de las Naciones Unidas y está compuesto por representantes de todos los Estados miembros, cada uno tiene derecho de los cuales tiene derecho a un voto. Es importante porque es el cuarto cuerpo de gobierno permanente de la Iglesia Nacional Presbiteriana de México, en orden ascendente y representa a todas las iglesias locales, congregaciones, misiones, cuerpos eclesiásticos, instituciones de servicio, y organizaciones, pertenecientes a la Iglesia en todo el país y ejerce jurisdicción sobre todos los cuerpos de gobierno que la integran. Este organismo tiene como objetivo promover estudios y recomendaciones sobre la cooperación, el mantenimiento, de la paz la garantía de los derechos y libertades en temas económicos, sociales, culturales, educativos y de salud.    
La Iglesia Nacional Presbiteriana de México, A.R. se rige y es dirigida por medio del más alto cuerpo de gobierno reconocido dentro del sistema presbiteriano y que oficialmente se denomina "RESPETABLE (R) ASAMBLEA GENERAL DE LA IGLESIA NACIONAL PRESBITERIANA DE MÉXICO, A.R.".
La R. Asamblea General tiene una mesa directiva, la cual estará integrada por:
- Un Presidente
- Un Vicepresidente
- Un Secretario
- Un Tesorero